# Тот, Йожеф (повстанец)
Йожеф Тот (венг. Tóth József; 24 июля 1927, Монор — 26 февраля 1959, Будапешт) — венгерский рабочий, активный участник антикоммунистического Венгерского восстания 1956 года. После подавления восстания арестован, предан суду и казнён. В современной Венгрии считается одним из героев революции.

## Происхождение и работа
Родился вне брака. Отец Йожефа Тота неизвестен, мать жила случайными заработками. После начальной школы был чернорабочим в садоводстве. Затем работал грузоперевозчиком.
Был женат имел двоих детей. Дружил с Йожефом Коте Шёрёшем.

## Участник восстания
В октябре 1956 года Йожеф Тот поддержал антикоммунистическое Венгерское восстание. 30 октября вместе с Йожефом Коте Шёрёшем прибыл в Будапешт (привёз груз продовольствия) и присоединился к повстанцам на площади Республики.
Участвовал в боях с советскими войсками и местными коммунистами. По некоторым данным, участвовал в линчеваниях сотрудников коммунистической госбезопасности.
Был ранен во время советского наступления 4 ноября. Сумел скрыться, вновь устроился на прежнюю работу.

## Суд, казнь, память
18 июля 1957 года Йожеф Тот был арестован и предстал перед судом по процессу «группы Марии Витнер». Группа из девяти человек обвинялась в совершении убийств во время будапештских боёв. Йожеф Тот подвергался жёстким допросам, со своей стороны держался столь же жёстко, не признавал ни обвинений, ни правомочности суда.
Было вынесено девять смертных приговоров, шесть из них заменены на различные сроки заключения. Смертная казнь осталась в силе в отношении Каталин Стикер, Йожефа Коте Шёрёша и Йожефа Тота. Приговоры приведены в исполнение 26 февраля 1959 года.
В современной Венгрии Йожеф Тот считается героем и мучеником революции.